# Aurora Villar Buceta
Aurora Villar Buceta (Pedro Betancourt, 7 de septiembre de 1907 - La Habana, 6 de diciembre de 1981) fue una escritora, periodista y activista cubana adscrita a la vanguardia de las décadas de 1920 y 1930.

## Vida y obra
Hija de Froilán Villar González y de Petra Buceta, debutó a corta edad en la narrativa y su trabajo literario se focaliza principalmente hacia la crítica social; se retiró a principios de la década de 1940. Fue hermana de la poetisa María Villar Buceta (1899-1976), con quien luchó en contra de la dictadura de Gerardo Machado.
Colaboró en varias publicaciones, entre ellas: Social, Antenas, Carteles, Bohemia y El País, entre otras.

### Obras
Cuentos en antologías
- Cuentos contemporáneos (1937).
- Cuentos cubanos. Antología (1945).
- Antología del cuento en Cuba 1902-1952 (1953).
- Cuentos rurales cubanos del siglo XX (1984).

Otras
- Cielo de piedra.
- La estrella.